# Agłona
Agłona (łot. Aglona, łatg. Aglyuna) – wieś na Łotwie, w Łatgalii, w novadsie Preiļi, położona 40 km na północny wschód od Dyneburga; ośrodek maryjny z bazyliką, znajdujący się w otoczeniu jezior Cirišs (Ciriszu) i Egles. Nazwę otrzymała od jodłowego lasu (aglojs, aglenia, agalne w języku łatgalskim oznacza las jodłowy).
W latach 2009–2021 siedziba novadsu Agłona.
Od 1860 znajduje tu się stacja kolejowa Agłona, położona na linii dawnej Kolei Warszawsko-Petersburskiej.
Podczas okupacji hitlerowskiej, w lipcu 1941 roku Niemcy utworzyli getto dla żydowskich mieszkańców. Przebywało w nim około 100 osób. W sierpniu 1941 roku łotewscy policjanci zamordowali wszystkich Żydów obok pobliskiego jeziora.

## Klasztor i Bazylika
Ewa Justyna z Sielickich Szostowicka w 1694 funduje tu klasztor ks. dominikanów. Na klasztor i kościół dominikanie wybrali miejsce w lesie jodłowym, na wzgórzu między jeziorami  Ciriszu i Egles.
Pierwszy drewniany kościół dominikanie  zbudowali w 1700 roku, a 10 września 1751 roku konsekrował go bp.Józef Dominik Puzyna i nadał mu tytuł Wniebowzięcia Najświętszej Marii Panny. Od początku był tam przechowywany oraz MB namalowany na lipowej desce.Kult MB z Agłony był znany w całych Inflantach polskich. Bogarodzicę Agłońską nazywano Królową Północy gdyż było to najdalej na północ wysunięte sanktuarium maryjne. W 1766 r. drewniany kościół spłonął. Udało się uratować tylko obraz MB. Budowę nowej świątyni ukończono w 1780 roku. W  czasach carskiej Rosji zabroniono przyjmowania nowych kandydatów do klasztoru. Ostatni dominikanin zmarł w 1891 roku.
Na przełomie wieków na terenie dawnego klasztoru władze carskie zorganizowały więzienie dla księży. Do osadzonych należeli Zygmunt Łoziński, Jakub Szkiłłądź oraz Fryderyk Jozafat Żyskar.
Później kościół i klasztor przejęli księża diecezjalni. W 1980 roku obchodzono 200-lecie kościoła, a papież Jan Paweł II nadał mu status bazyliki. 15 sierpnia 1986 roku z udziałem kardynała Juliana Vaivods odbyła się tutaj uroczystość 800-lecia chrztu Łotwy.
Z okazji przyjazdu papieża Jana Pawła II odnowiono bazylikę oraz przygotowano olbrzymi plac przed budynkiem na przyjęcie papieża, które się odbyło 8 września 1993 roku. Przybyło wtedy 300 000 pielgrzymów.
Od 1995 roku w zabudowaniach mieści się gimnazjum katolickie. Nieopodal bazyliki jest źródełko – według tradycji – z uzdrawiającą wodą.
W roku 2000 w Agłonie mieszkało 2655 osób, w tym Rosjan 396 i 93 Polaków.